# Rose Marie (Sängerin)
Rose Marie, bürgerlich Rosmary Kane, (* 7. Februar 1956 in Newry, County Down; † 7. Juni 2024 in Blackpool) war eine nordirische Sängerin.

## Leben
Sie war die Älteste von sechs Kindern. Mit fünf Jahren sang sie im Schulchor, später mit ihren Schwestern Anne, Madeleine und Kathleen als Kane Sisters in lokalen Talent-Shows. Mit 17 Jahren ging sie nach London und sang in der Ken Mackintosh Band.
Ihre erste Solo-Single war When I Leave the World Behind von Irving Berlin, ihr Debüt-Album 1983 Rose-Marie Sings Just for You. Damit war sie 13 Wochen in den Charts.
Im Jahr 1986 wurde sie als „Britain’s Best Female Vocalist“, später auch als „Britische Antwort auf Bette Midler“ und „Irish World Best International Female Singer“ bezeichnet.

## Diskografie
- When I Leave The World Behind
- Rose-Marie Sings Just For You
- So Lucky
- Teardrops And Romance (1986)
- Sentimentally Yours (1987)
- Take It To The Limit (1988)
- Rose Marie Party Album
- By Request (2001)
- Going Home To Ireland (2003)